# Greensville Correctional Center

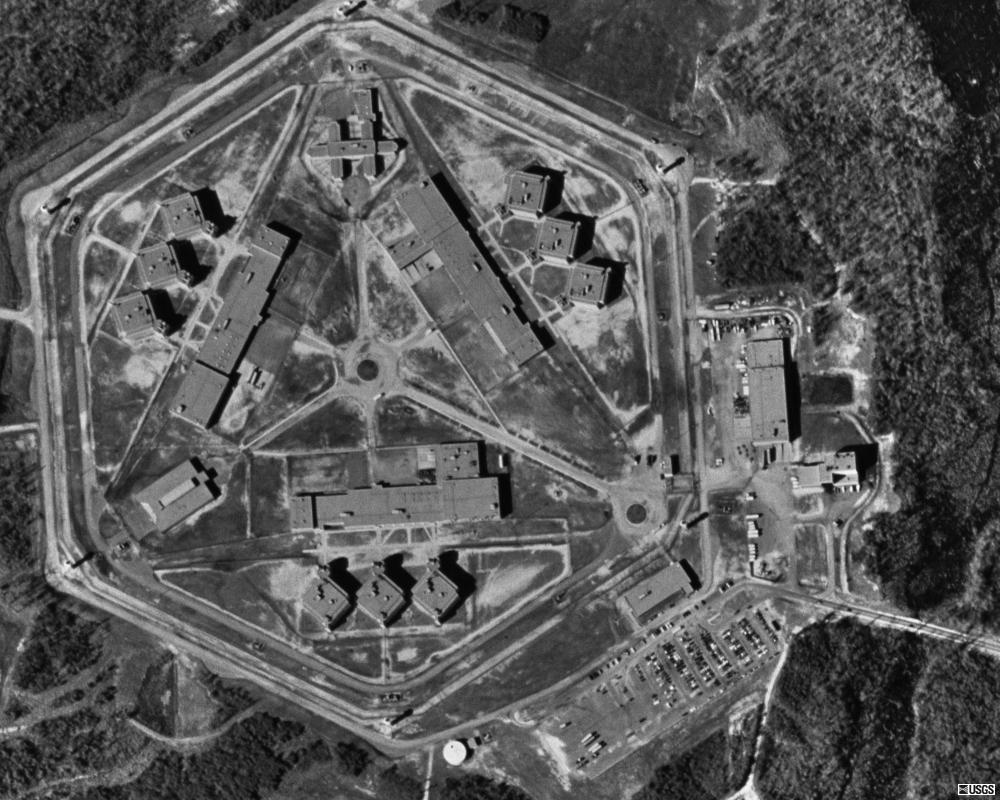
Il carcere visto dall'alto

Il Greensville correctional center è un luogo di detenzione situato presso la cittadina di Jarratt, in Virginia. Gestito dalla Virginia Department of Corrections, che si occupa delle prigioni in Virginia, è una delle prigioni nella quale viene eseguita la pena capitale nel suddetto stato. Ha una popolazione di 3055 detenuti al giugno 2008.  

## Storia
La prigione fu aperta nel 1990 con una cerimonia dal governatore della Virginia L. Douglas Wilder, e costò 106 milioni di dollari, per rimpiazzare due vecchie prigioni presso Richmond. 
Inizialmente, fu classificato Carcere di Massima sicurezza, ma dopo passò a carcere di media sicurezza. La struttura ha una forma di esagono, circondata da un doppio perimentro a forma esagonale, sul quale vengono montate le torrette di guardia; Nel 1995, fu costruito un campo di lavoro forzato vicino alla struttura. 
Nel 1991 è stata completata la camera della morte, sul retro dell'edificio. Fino al 2010, la Virginia usava esclusivamente la sedia elettrica come metodo di pena capitale, ma con l'esecuzione di Teresa Lewis, avvenuta il 23 settembre 2010,  proprio tristemente nota per questo, è stata adottata l'iniezione letale, fino al 2021 quando il governo della Virginia ha abolito la pena di morte. 